# Hermann Lüer
Hermann Ernst Friedrich Lüer (* 12. August 1870 in Bruchhausen, Provinz Hannover; † 11. Februar 1962 in Bad Hersfeld) war ein deutscher Architekt, Kunsthistoriker und Direktor der Kunstgewerbeschule Kassel.

## Leben
Hermann Lüer wurde als Sohn des Aktuars und späteren Kanzleirats sowie Personalchefs der Hannoveraner Amtsgerichte, Georg Christian Ludwig Lüer und Sophie Caroline Marie Jansen, geboren. Er hatte die Brüder Kurt und Otto. Nach dem Abitur studierte er zunächst Architektur an der TH Hannover. Danach begann er 1895 ein Studium der Kunstgeschichte an der Universität München, das er erst an der Universität Berlin und dann an der Universität Heidelberg fortsetzte, wo er 1897 mit einer Dissertation „Über japanische Stichblätter“ promoviert wurde. Danach wurde er Direktorialassistent am Kunstgewerbemuseum in Berlin. 1904 ging er als Leiter an die Fachschule für die Solinger Industrie, danach wurde er Direktor der Fachschule für Metallindustrie in Iserlohn. Im Jahre 1914 wurde er Direktor der Kunstgewerbe- und gewerblichen Zeichenschule in Kassel, wahrscheinlich bis 1931, als Hans Sautter diesen Posten übernahm.
Lüer war Mitglied des Deutschen Werkbunds (DWB). Er tat sich besonders mit Arbeiten zur Metallkunst hervor. So untersuchte er beispielsweise das schmiedeeiserne Gitter innerhalb des Magdeburger Domes, das den Kleinen Chor vom Mittelschiff der Kirche trennt, wobei er in Deutschland selbst keine so ausladend ornamentierten Vorbilder fand, zudem jedoch eine direkte Abhängigkeit von ähnlichen Chorschranken in Italien und England ausschloss.
Im Jahre 1903 heiratete er Maria Christiane Mathilde Magdalene Genzken, mit der er drei Söhne hatte.
Hermann Lüer wurde 1951 zum Ehrenmitglied des Bergischen Geschichtsvereins, Abteilung Solingen ernannt, zusammen mit Franz Kurek und Paul Woenne.

## Publikationen (Auswahl)
- Über japanische Stichblätter. Inaugural-Dissertation, Heidelberg 1897.
- Die Entwicklung in der Kunst: ein Erklärungsversuch. Heitz, Straßburg, 1901.
- Technik der Bronceplastik. Seemann, Leipzig 1902.
- Kronleuchter und Laternen, Kunstgewerbe-Museum. Ernst Wasmuth, Berlin, 1903.
- mit Max Creutz: Geschichte der Metallkunst. Band 1. Kunstgeschichte der unedlen Metalle: Schmiedeeisen, Gusseisen, Bronze, Zinn, Blei und Zink. Enke, Stuttgart 1904.
- mit Max Creutz: Geschichte der Metallkunst. Band 2: Kunstgeschichte der edlen Metalle. Enke, Stuttgart, 1909.
- Form und Wirklichkeit im Geschichtsablauf. Kampmann, Kampen, 1937.

als Mitherausgeber
- Monographien des Kunstgewerbes. Hrsg. zus. mit Jean Louis Sponsel, Gustav Edmund Pazaurek, Adolf Brüning, Richard Borrmann, Wilhelm von Bode, Ferdinand Luthmer, Christian Scherer, Cornelius von Fabriczy, Verlag Seimann, Leipzig, 1901.
- Meisterwerke der Kunst aus Sachsen und Thüringen: Gemälde, Skulpturen, Schnitzaltäre, Medaillen, Buchmalereien, Webereien, Stickereien, Edelschmiedekunst. Hrsg. zus. mit Oscar Doering, Georg Voß, Max Friedländer, Max Creutz, Behrendt Pick, Rudolf Ehwald, Arthur Haseloff, Verlag Baensch, Magdeburg, 1905.